# Accord multilatéral sur l'investissement
Pour les articles homonymes, voir AMI et MAI.
L’Accord multilatéral sur l’investissement (AMI ; en anglais : Multilateral Agreement on Investment, MAI), a été négocié non publiquement au sein des vingt-neuf pays membres de l’Organisation de coopération et de développement économiques (OCDE) entre mai 1995 et avril 1997.
Proposant une libéralisation accrue des échanges (interdiction des discriminations par la nationalité entre investisseurs) de telle sorte à favoriser le développement, il entraîna de vives protestations de la part des partisans de l'exception culturelle, des mouvements de défense de l’environnement et de quelques mouvements syndicaux lors de sa divulgation au grand public par des mouvements de citoyens américains. Divulguée in extremis, la copie soulève une vague de protestations populaires, ainsi que l'opposition du gouvernement français contraignant ses promoteurs à l'abandonner.

## Histoire
L'Accord multilatéral sur l’investissement fait l'objet de négociation au sein de l'OCDE, à partir de mai 1995, date où le projet est exposé aux ministres des pays membres, qui donne à l'OCDE le mandat pour méner ces négociations.
La date finale de la signature de l'accord était prévue pour être en avril 1998, ce qui n'a jamais eu lieu étant donné qu'il y a pas eu d'accord sur le texte en avril 1997, date qui était la date butoir pour cela. Une première réunion a lieu à Paris en février 1998 pour sortir de cette impasse, réunion marquée par une opposition entre les représentants américains d'un côté et français et canadien de l'autre, qui laisse peu de doute sur la faible probabilité d'un accord. En avril 1998 à Paris, une nouvelle réunion a lieu avec les mêmes oppositions. La France est opposée à l'accord, souhaitant qu'il exclue les secteurs culturels, qu'il induise la suppression de la loi Helms-Burton et de la loi d'Amato-Kennedy et qu'il offre des garanties environnementales et sociales.
Finalement, devant l'opposition française et la tiédeur des États-Unis, et à la suite du rapport commandé par Lionel Jospin à Catherine Lalumière qui déclare le projet « non réformable », la France se retire des négociations et l'accord est abandonné en octobre 1998. Le texte est jugé comme trop favorable aux entreprises par rapport à la souveraineté des États et la structure de l'OCDE est vue comme moins pertinente pour ses négociations que l'OMC,.

## Contenu
8 pays en développement non-membres de l'OCDE ont pris part aux négociations de l'AMI.L'accord multilatéral sur l’investissement est un accord qui vise à remplacer plusieurs accords bilatéraux du même type déjà conclus entre les pays membres de l'OCDE et vise à remplacer et approfondir les Mesures concernant les investissements et liées au commerce. L'accord offrait des garanties et des protections aux investissements étrangers avec un mécanisme de règlement des différends entre investisseurs et États.

## Critiques des opposants
Des organisations non gouvernementales parviennent à se procurer le projet d'accord, et à alerter le public sur ce projet[Quand ?]. Selon un de leurs leaders, Susan George, « l'AMI est comme Dracula : il meurt à être exposé en plein jour ». 
Elles sont en fait relativement nombreuses. Ci-dessous, la liste non exhaustive des critiques faites à ce projet qui permettait :
- à une multinationale d'assigner en justice des gouvernements pratiquant le protectionnisme ou la préférence nationale, établissant des différences de traitement suivant la nationalité de l'investisseur ou créant des conditions de concurrence déloyale ;
- à une entreprise de tenir le gouvernement pour responsable de toute entrave à son activité (ex : manifestations, grèves…) ; l'État se retrouve donc le responsable légal et est obligé d'indemniser l'entreprise[réf. nécessaire].

Il remet en cause :
- diverses lois d'aides aux régions en retard de développement ;
- certaines lois d'aide à l'emploi, pour les travailleurs handicapés par exemple ;
- des lois sur la protection de l'environnement ;
- des lois favorisant le développement local, notamment dans les pays du Sud ;
- la convention de Lomé favorisant les anciennes colonies d'Afrique, des Caraïbes et du Pacifique ;
- le principe de souveraineté nationale.

L'AMI introduit diverses obligations pour les gouvernements mais aucune pour les investisseurs.